# 花山院定熙
花山院 定煕（かさんのいん さだひろ）は、安土桃山時代から江戸時代前期にかけての公卿。花山院家19代当主。
左大臣・西園寺公朝の次男。右大臣・花山院家輔の養子。官位は従一位・左大臣。
初名は家雅（いえまさ）。慶長7年12月28日（1603年2月8日）定煕に改めた。

## 官職歴
- 天正4年10月23日（1576年11月13日） ? 侍従
- 天正6年6月（1578年7月-日） - 天正6年7月（1578年8月-日） 左近衛少将
- 天正6年7月（1578年8月-日） - 天正17年正月8日（1589年2月22日） 左近衛権中将
- 天正7年11月10日（1579年11月28日） - 天正17年正月8日（1589年2月22日） 参議
- 天正17年正月8日（1589年2月22日） - 慶長4年正月11日（1599年2月6日） 権中納言
- 慶長4年正月11日（1599年2月6日） - 元和5年2月17日（1619年4月1日） 権大納言
- 慶長20年6月4日（1615年6月19日） - 元和3年正月8日（1617年2月13日） 右近衛大将
- 元和5年2月17日（1619年4月1日） - 元和5年12月28日（1620年2月1日） 内大臣
- 元和7年正月2日（1621年2月23日） - 元和7年正月12日（1621年3月5日） 右大臣
- 寛永9年12月24日（1633年2月2日） - 寛永9年12月28日（1633年2月6日） 左大臣

## 位階歴
- 天正4年10月23日（1576年11月13日） 従五位下
- 天正5年11月4日（1577年12月13日） 従五位上
- 天正6年正月6日（1578年2月12日） 従四位下
- 天正8年2月10日（1580年2月24日） 正四位下
- 天正13年7月12日（1585年8月7日） 従三位
- 天正16年正月13日（1588年2月9日） 正三位
- 慶長2年12月28日（1598年2月4日） 従二位
- 慶長7年正月6日（1602年2月27日） 正二位
- 元和6年12月13日（1621年1月5日） 従一位

## 系譜
- 父：西園寺公朝
- 母：不詳
- 養父：花山院家輔
- 妻：徳大寺公維娘
  - 男子：徳大寺実久 - 徳大寺公維の養子
- 妻：朝倉義景娘
  - 男子：花山院定好
- 生母不明の子女
  - 男子：花山院忠長
  - 男子：松木宗保 - 松木宗敦の養子
- 養子
  - 男子：野宮定逸 - 忠長の子。正二位権大納言、野宮家初代